# Assystem
Assystem este un grup internațional de consultanță în inginerie, cu sediul în Franța.
Grupul activează în sectoarele aeronautic, automobile, energie, nuclear, naval, rețele, telecomunicații, farmaceutic în 17 țări, printre care Franța, Marea Britanie, Germania, Canada, Brazilia, India și China.
Grupul Assystem avea un număr de 9.000 de angajați în anul 2007.
Cifra de afaceri:
- 2006: 642 milioane euro[5]
- 2005: 568 milioane euro[3]

## Assystem în România
Compania este prezentă și în România, prin subsidiara Assystem România, care este specializată în consultanță în proiecte de consultanță în inginerie, tehnologii și inovație, derulate în trei centre din București – pentru domeniile: aeronautic, automobile, industrie, energie, Pitești – automobile și Constanța – naval și energie.
Număr de angajați în 2007: 200
Cifra de afaceri:
- 2006: 4,2 milioane euro[5]
- 2005: 2,2 milioane euro[3]

### Controverse
Consiliul Național pentru Combaterea Discriminării a decis în unanimitate, pe 4 decembrie 2013, ca „obligarea unei persoane să distrugă manual documente considerate a fi secrete, ca efect al unui proces câștigat de persoana în cauză împotriva firmei angajatoare reprezintă discriminare, hărțuire și încalcă dreptul la demnitate”. Consiliul a amendat Assystem Romania cu 20.000 lei și a obligat-o să publice hotărârea CNCD într-un ziar cu tiraj național.